# Jan Marek Lajourdie
Jan Marek Lajourdie (ur. 1797 w Narbonie, zm. 11 października 1881 w Radziwiu) – polski hydrolog, publicysta.
Studia politechniczne odbył w Paryżu. W 1827 r. przyjechał do Polski, gdzie otrzymał pracę w zawodzie inżyniera-hydrologa, którą wykonywał ponad czterdzieści lat. Początkowo pracował w Warszawie, następnie w Augustowie, a od 1836 r. w Płocku, gdzie rozpoczął budowę mostu łyżwowego łączącego miasto Płock z Radziwiem. Wtedy także zdecydował się zamieszkać w Płocku na stałe. Jan Marek Lajourdie pełnił kilka odpowiedzialnych stanowisk, między innymi konduktora objazdu Wisły.
W 1838 r. Lajourdie mianowany został inżynierem konserwacji mostu, a w 1841 r. otrzymał posadę inżyniera Wisły.
Owocem jego zainteresowań było oryginalne i pionierskie dzieło Regulacja Wisły, które opublikowano w formie 23 listów na łamach Korespondenta Płockiego. Ożenił się z Polką, Józefą Odelską.
W 1832 otrzymał obywatelstwo Królestwa Polskiego.
Dwukrotnie odznaczany za nieskalaną służbę: w 1856 r. (za 20 lat służby nieskalanej) i w 1860 r. (za 25 lat).
Obecnie jego imię nosi rondo krzyżujące w Radziwiu dwie drogi krajowe: 60 oraz 62